# Munténia

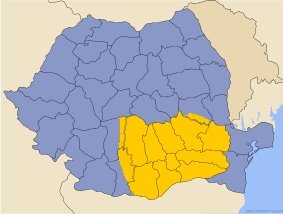
Románia térképe, Munténia kiemelve

Munténia vagy Nagy-Havasalföld, régi magyar nevén: Havaselve Románia egyik történelmi tartománya (a románok a Țara Românească és néha a Valahia neveket is használják rá).
Délről és keletről a Duna, északról a Kárpátok és Moldva, nyugatról az Olt folyó határolják. Ez utóbbi a határfolyó Munténia és Olténia, vagy Kis-Havasalföld között. Munténia és Moldva közt a hagyományos határ egy része a Milkó folyó.

## Földrajza
Munténiában van Románia fővárosa, Bukarest.
Munténia tíz megyéje
- Argeș
- Brăila
- Buzău
- Călărași
- Dâmbovița
- Giurgiu
- Ialomița
- Ilfov
- Prahova
- Teleorman

Fontosabb városai
- Brăila
- Bukarest
- Buzău, régi magyar nevén Bodzavásár
- Pitești
- Ploiești
- Târgoviște